# توگدامی
توگدامی «Tugdammi» دومین پیشوای کیمریان پس از تئوشپا محسوب می‌شود و وی از معدود پیشوایان صحراگرد بود که جسارت کرده به خاک امپراطوری مقتدر آن زمان یعنی آشور یورش برد و ظاهراً در جنگ هلاک شد. متأسفانه برای داوری در تاریخ و زبان کیمریان تنها منبع اطلاع، فقط نام سه  پیشوا است که
از ایشان باقی مانده: تئوشپا، سانداک‌شاترو و توگدامی.

## توجیه ممکن از نام توگدامی
برای دومین پیشوای کیمری یعنی توگدامی نیز اشتقاق روشنی وجود ندارد. نخست اینکه هنوز درست معلوم نیست که چرا توگدامی در زبان یونانی لوگدامیس لوگدامیس شده‌است
اینجا سه نحوه توجیه ممکن است مطرح باشد، اول اینکه لوگدامیس اشتباه قدیمی در تحریر و به جای «دئوگنیس - Duganis» نوشته شده باشد، ولی در صورت چنین فرضی باید گفت که تمام موارد اشاره شده به لوگدامیس در مؤلفات باستان از یک منبع مأخوذ است و قبول این مطلب دشوار می‌باشد.
دومین توجیه، لوگدامیس یک نام ناشناس کیمری بوده که در زبان یونانی به این صورت در آمده، در واقع، صرف نظر از لوگدامیس کیمری، در اخبار مؤلفان عهدعتیق اشخاص دیگری نیز به این نام دیده شده‌اند. مع‌هذا این نام اشتقاق یونانی ندارد و ظاهراً باید آسیای صغیری باشد.
سومین توجیه، ل در لوگدامیس و ت در توگدامی نحوهٔ مختلف ادای یک حرف بوده که محتملا در بعضی از زبان‌های آسیای صغیر متداول بوده‌است. برخی مدارک دیگر نیز برای اثبات این نکته وجود دارد.

## نگرانی آشور از توگدامی
تحرکات  جنگجویان کیمری برهبری توگدامی در مرزهای آشور، موجب نگرانی اسرحدون  شده بود و ایشان از مقابله با نیروی توگدامی درمانده شده بود بطوریکه از هاتفان غیب‌گو راه چاره می‌خواست. متن سروده‌ای خطاب به خداوند مردوک که شامل این اطلاعات می‌باشد خوب محفوظ مانده و محققان به انحای گوناگون آن را ترجمه می‌نماید:
ترجمه نخست

و توگدامه پادشاه اومان ماندا مرا مجبور می‌کند بروم (؟) به آن سوی دریا.

ترجمه دوّم
| و توگدامه پادشاه اومان ماندا، تخمهٔ تیامات، تصویر ابلیس، تحقیر کرد، ـ جرمی نکرده و گناهی مرتکب نشده در برابر ناحیهٔ کشور من، ـ سوگندی به خدایان (؟) و ترسید از نام محترم تو، که ... ایگی‌گان به خاطر بزرگ‌داشت تو و فرمان‌روایی و نیروی خداوندی تو، که تو با چنین بیاناتی فرستادی: « من می‌پراکنم نیروی او (؟) را ... سانداک شاترو را که ایشان در جای او نشاندند (؟) من ...» من این را شنیدم و ستودم مردوک را، پهلوان را و ... |

ترجمه سوّم
| و توگدامه. تخمهٔ موجود عجیب مانند ابلیس فراموش کرد سوگند را به نام خدیان کند. جرمی نکند و بر ضد مرزهای کشور من گناهی مرتکب نشود. او در اجرای سخن تو که ایگی‌گان محترم می‌شمارند دقیق و سختگیر نبود. برای اینکه سلطنت تو را نامی سازد، برای اینکه نشان داده شود (؟) نیروهای خداوندی تو، طبق پیام خداوندی تو، که تو فرستادی و گفتی « می‌پراکنم نیروهای توگدامی را (؟) و سانداک شاترو فرزند و تخمهٔ بطن او را که جانشین او گسیل داشته‌اند، سرنگون می‌کنم. به او گوش فرا دادم و از مردوک اطاعت کردم» و ... |